# Physomerus
 (juillet 2020).
Genre
Synonymes
- Phycomerus Stål, 1859[2]

Physomerus est un genre d'insectes de la famille des Coreidae.

## Liste d'espèces
Selon  Species File (12 juillet 2020) :
- Physomerus centralis Mukherjee, Hassan & Biswas, 2016
- Physomerus flavicans Blöte, 1935
- Physomerus grossipes (Fabricius, 1794)
- Physomerus parvulus Dallas, 1852